# Ornella Bankolé
Pour les articles homonymes, voir Bankolé.
Ornella Bankolé est une joueuse française de basket-ball, née le 17 septembre 1997 à Auxerre (Yonne).

## Biographie
Elle commence la basket-ball à l'âge de 11 ans à Monéteau. Elle est rapidement repérée en benjamines par le club de Chalon BC, puis elle intègre le Pôle Espoirs de Dijon. En août 2012, elle entre au Centre fédéral. Elle est sélectionnée dans les équipes de France de jeunes
Elle effectue une saison 2015-2016 quasi blanche pour cause de blessure aux ligaments croisés du genou lors de la première rencontre du championnat d'Europe U18 2015,. Elle signe son premier contrat professionnel avec le club du COB Calais alors LFB et dispute les dernières rencontres de la saison, puis y demeure un an supplémentaire en Ligue 2. Durant l'été 2017, elle signe pour le club LFB de Lattes-Montpellier, qualifié pour l'Euroligue : « Après mon année en Ligue 2 qui m'a servi à me remettre de ma blessure, je me sens prête à repartir. C'est un nouveau challenge, avec une très bonne équipe ».
Elle réalise un bon début de saison, mais se rompt les ligaments du genou fin novembre 2017. Elle réussit en revanche une saison pleine en 2018-2019, avec de belles performances en compétitions européennes, qui lui valent une présélection en équipe de France en avril 2019. Le 9 juin 2019, elle connait sa première sélection en équipe de France pour un match de préparation face à l'Ukraine. Elle inscrit 4 points à 25 % de réussite et prend quatre rebonds,. Elle est retenue dans la sélection devant disputer le Championnat d'Europe 2019.
En avril 2020, au terme d'une saison écourtée par la pandémie de Covid-19, elle s'engage pour Roche Vendée. Elle y réalise deux bonnes saisons, particulièrement pendant la saison 2021-2022 où, avec 15 points et 6,3 rebonds de moyenne , elle est la meilleure marqueuse et la meilleure rebondeuse de son équipe et est nommée dans le Cinq Majeur de LFB.
Après deux années à la Roche Vendée, Ornella Bankolé rejoint le champion en titre Tango Bourges Basket pour la saison 2022-2023. Elle fait partie du groupe élargi pour la Coupe du monde 2022 et prend part au premier match de préparation contre la Bosnie-Herzégovine mais est libérée pendant la préparation.
En février 2023, Ornella Bankolé quitte Bourges.
En juin 2025, sa signature avec Casademont Zaragoza de la ligue féminine espagnole a été annoncée.

## Clubs
- 2011-2011:  Chalon-sur-Saône
- 2012-2015:  Centre fédéral
- 2015-2017 :  COB Calais
- 2017-2020 :  Lattes-Montpellier
- 2020-2022 :  Roche Vendée
- 2022-2023 :  Tango Bourges
- 2023 :  Uni Gérone CB
- 2024-2025 :  Flammes Carolo basket
- 2025- :  Saragosse

## Palmarès

### Club
- Supercoupe d'Europe : 2022[17]
- Match des Champions : 2022[18]
- Coupe de France : 2025

### Sélection nationale

#### Seniors
- Médaille d'argent Championnat d'Europe 2019 à Belgrade (Serbie)[19]

#### Jeunes
- Médailles d'argent au championnat d'Europe U18 2014[20] et 2015[21]

## Distinctions personnelles
- Cinq Majeur LFB : saison 2021-2022[11]
- First Pick All Star LFB : saison 2024-2025